# Dicliptera ciliaris
Dicliptera ciliaris là một loài thực vật có hoa trong họ Ô rô. Loài này được Juss. mô tả khoa học đầu tiên năm 1807.